# 間接路線
間接路線（英語：Indirect approach）是一種軍事戰略，由B·H·李德哈特爵士於第一次世界大戰後提出，並嘗試為有著高傷亡率及軍隊高對峙率的衝突地區尋找突破方法，就像是他曾服役過的西線戰場一樣。該策略要求軍隊需沿著抵抗力量最小的防線上進攻。

## 論述

### 李德哈特
「很長的一段時間，幾乎沒有有效率去贏得戰爭的方法，除非軍隊採用的路線是『間接的』並確保敵方對此是『毫無準備的』……從戰略角度而言，繞最遠的圈通常是回家的最短道路。」一個直接路線的攻擊將會使攻擊者疲累不堪並使敵方的抵抗因攻擊的壓力而增強，而間接路線的攻擊將會使敵軍混亂而失去平衡，並使防禦者的抵抗崩潰。

### 孫子
「凡戰者，以正合，以奇勝。……戰勢不過奇正，奇正之變，不可勝窮也。奇正相生，如迴圈之無端，孰能窮之哉！」

## 原則
間接路線奠基於兩項原則：
- 在堅固的防線上直接攻擊並不會產生任何效果，同時也不應被嘗試。
- 要擊敗敵人，必須要先行擾亂對方的平衡，但不可用主力攻擊去達成這樣的效果，而必須在主力攻擊開始前發動。

李德哈特一開始是為步兵發展此理論，在與J·F·C·富勒接觸後，富勒協助他將理論修正成更傾向於坦克，間接路線可能是閃電戰發展的主要因素。時常被誤解的是，間接路線並非反對直接的戰鬥，並依舊基於克勞塞維茲理論中的直接搏鬥及以武力摧毀敵軍。而實際上，在一戰的戰略僵局導致龐大損失後，嘗試創造此學說也使戰爭行為再度恢復。

## 外部連結
- F. Lee Campbell IV, A Modest Suggestion, National Defense University National War College, 2006